# Les mauvaises rencontres
Les Mauvaises rencontres  è un film francese del 1955 diretto da Alexandre Astruc.

## Trama
Catherine Racan, giovane giornalista ambiziosa, non esita a sacrificare la sua vita sentimentale per la carriera, intrattenendo delle relazioni il cui solo scopo è riuscire a farsi strada.

## Produzione
Girato negli studi La Victorine, in esterni a Parigi e a Nizza.

## Distribuzione
Il film fu distribuito in Francia a partire dal 21 ottobre 1955.

## Riconoscimenti
- 1955 - Festival del cinema di Venezia
  - Premio per il più promettente regista giovane